# Mark Velzeboer
Mark Bernardus Theodorus Velzeboer (Oud Ade, 28 ottobre 1967) è un pattinatore di short track olandese.

## Biografia
Anche i fratelli Monique e Simone Velzeboer e le figlie Xandra e Michelle Velzeboer sono pattinatrici di caratura internazionale.
Ha rappresentato i Paesi Bassi ai Giochi olimpici invernali di Albertville 1992, dove ha terminato decimo nei 1000 metri.
Ai campionati europei di Malmö 1997 ha vinto la medaglia d'argento nella staffetta con i connazionali Dave Versteeg, Harold Janssen e Joost Smit.

## Palmarès
- Europei

Malmö 1997: argento nella staffetta;